# یک سنگ و یک دوست
یک سنگ و یک دوست کتابی از جعفر ابراهیمی (شاهد) است که در سال ۱۳۶۷ منتشرشد و مخاطب آن نوجوانان می باشد که در مراسم کتاب سال جمهوری اسلامی ایران به‌عنوان کتاب برگزیده معرفی شد.